# Sztár (üdítőital)
Sztár üdítőital és üdítőcsalád készítése 1969-ben a magyar Szeszipari Országos Vállalat (SZOV) és a holland Naarden International N.V. cég szerződése alapján kezdődött el Magyarországon. Ennek alapján, 1970-ben, a Budapesti Szeszipari Vállalat (Buszesz) Óbudai Szeszgyárában elkezdődött a Sztár gyártása. Az üdítőcsaládban citrom-, narancs-, tonikízesítésű leveket, valamint az alma alapanyagú Sztár-King üdítőitalokat hozták forgalomba. Holland kóla-sűrítményből Sztár kóla is készült.

## Történet
1970-ben, a Budapesti Szeszipari Vállalatnál (Buszesz), kezdődött el a Sztár üdítőcsalád készítése. Budapesten kívül Miskolcon, Kisvárdán és Demecseren is készültek a Sztár üdítőitalok. A 2000-es évek végétől az átalakult Buszesz fő profilja az ásványvíz palackozás „Óbudai Gyémánt” márkanéven.
Kemény György grafikusművész plakátján – 1970 – megjelenik a Sztár Tonik szlogen, ami később a Sztár üdítőitalok szlogenje maradt: Sztár Tonik - frissítőnek, kísérőnek| Kemény György grafikájának szlogenje.
A Sztár Tonik plakáton Kemény György grafikus, egy kissé telt idomú női alakkal utal a Coca-Cola üdítőital üvegének gömbölyded formáira, és szembe állítja a „régi sztárt” az „új sztárral”, a Sztár üdítő üvegével.
Több plakát, és egy videó, amelyből 1981-ben falinaptár is készült, népszerűsítette a Sztár Tonik-ot, és az üdítőcsaládot. 
- Szedres Mariann - (1980) (1981) falinaptár, mozireklám,
- Kristyán Judit (1982) naptár, plakát -,
- Barna Ilona - (1984) (1985) naptár, plakát , és
- Sütő Enikő - naptár - manökenek, akik az üdítőcsalád reklámarcai voltak.

A Szeszipari Országos Vállalat (SZOV) 1969-ben kötött szerződést az holland Naarden International N.V. céggel. A Sztár üdítőket több vidéki üzemben is palackozták, holland licenc alapján. A korszerű töltő gépsorok, szaturáló, mosógép, víz-előkészítő és hűtő a minőség javulását eredményezte. A Sztár üdítő italokból, legtöbbet a Sztár Colából és a Narancsitalból adtak el. A Sztár-Citrom és a Sztár- Tonik is népszerű és keresett udítőital volt. A Coca- és Pepsi-Colának a magyarországi kihívója a Sztár családba tartozó kóla, illetve narancs ízű, szénsavas ital lett. Színük alapján meg is különböztették a fogyasztók és így lett az egyik beceneve a „barna kóla”, a másiknak pedig a „szőke kóla”.
1987-ben a Sztár üdítőitalok gyártását, a Budapesti Szeszipari Vállalatnál Queen üdítőitalokra cserélték. Sztárt 1987-ben a Buszesznél a Queen üdítőcsalád váltotta fel, melyet - az 1992-es privatizáció során az osztrák Mauthner-Markhof tulajdonába került cégnél - ma is gyártanak.
A Sztár üdítő sorsát az USA-ból érkező Coca-Cola megjelenése pecsételte meg, a gyártó cégek ugyanis sorra leállították gépsoraikat, hogy kólát palackozhassanak. A szocialista magyar üdítő sikere tehát tiszavirág-életűnek bizonyult, mert az üzemek egyre-másra álltak át a külföldi termékek gyártására. A Sztár üdítő sikeres termék volt, köszönhetően a citromos és narancsos ízesítésnek, valamint a Colának, a Sztár üdítőcsalád kólaváltozatának és a tonik ízesítésű változatnak.